# Хронологія Харкова
Список історичних подій історії  міста Харків.

## XVII століття
- 1654 р. — заснування Харкова козаками-переселенцями з Правобережжя. Сам Харків стає полковим містом Харківського слобідського козацького полка
- 1689 p. — будівництво Покровського собору у Харкові[1]

## XVIII століття
- 1734 р. — заснована Харківська колегія.
- 1764 р. — побудована церква Святої Трійці[1]
- 1765 р. — місто стає губернським центром новоутвореної Слобідсько-Української губернії.
- 1777 р. — побудовано Успенський собор[1]
- 1797 р. — створення Харківської губернії.

## XIX століття
- 1805 p. — заснування Харківського університету.
- 1817 р. — в місті проживало 12 892 жителів[2]
- 1820 р. — Зведення будинку Дворянського зібрання на Ринковій площі м. Харків.
- 1835 р. — місто стає губернським центром новоутвореної Харківської губернії.
- 1867 р. — Населення досягає 59 968 жителів[3]
- 1868 р. — починає працювати залізниця.
- 1878 р. — протест студентів[4].
- 1882 р.
  - Єврейська Білу група переїжджає до Палестини[5]
  - Населення складає 133 139 жителів[6]
- 1885 p. — відкриття Національного технічного університету «Харківський політехнічний інститут»[7]
- 1886 p. — відкриття Харківської громадської бібліотеки (сучасна Харківська державна наукова бібліотека імені В. Г. Короленка)[8] and Museum of Art and Industry[9] established.
- 1893 р. — перебудовано Мироносицьку церкву[1]
- 1895 р. — відкрито Харківський паровозобудівний завод.
- 1897 р. — Населення складає 170 682 жителів.
- 1900
  - заснування Революційної Української партії
  - Населення складає 197 405 жителів[3]

## XX століття
- 1901 р. — освячення Благовіщенського собору[1]
- 1903 р. — створено «Народний палац»[3]
- 1906 р. — починає працювати Харківський трамвай [джерело?]
- 1913
  - побудована Харківська хоральна синагога.
  - Населення складає 258 360 жителів[10]
- 1917 — Відкрито Харківську консерваторію
- 1917 р. — грудень: в місті відбувся Перший Всеукраїнський з'їзд Рад.
- 1918 р. — лютий: місто стає столицею Донецько-Криворізької Радянської Республіки.
- 1919 р. — у Харкові розпочинається щорічний з'їзд Комуністичної партії України.
- 1920
  - Місто стає столицею Української Радянської Соціалістичної Республіки[11]
  - відкриття історичного музею[9]
- 1921 р. — сформована футуристична група «Комкосмос»[12]
- 1922 р. — місто входить до складу Союзу Радянських Соціалістичних Республік (СРСР).
- 1924 p. — відкрито корпус паровозобудівного заводу м. Харкова.[1]
- 1925 р. — засновано Футбольний клуб «Металіст Харків».
- 1926 р.
  - відкрито Стадіон Трактор.
  - Населення досягає 417 342 жителів[13]
- 1927 р.
  - Видається літературний журнал «Нова ґенерація»[1]
  - засновано Конструкторське бюро Морозова (військова промисловість).
- 1928 р.
  - Створено модерністський будівельний будівельно-будівельний клуб Держпром.[1][14]
  - починає виходити журнал «Літературний ямарок»[15]
- 1929 р.
  - заснована Харківська державна академія культури.
  - побудовано Палац праці та ткацький робітничий клуб[1]
- 1930 р.
  - Міжнародна конференція письменників-революціонерів пройшла в місті.
  - Національний аерокосмічний університет — Харківський авіаційний інститут.
- 1932 р.
  - Голодомор.[16]
  - Місто стає частиною Харківської області.
- 1933 р. — зведено будинок торгівлі та будинок планування організацій[1] та побудований стадіон ХТЗ.
- 1934 р.
  - столиця УРСР перенесена з Харкова до Києва.
  - відкрито Харківський оперний театр та Харківський національний академічний театр опери та балету ім. Миколи Лисенка.
  - побудовано Міжнародний готель.[1]
  - зведена будівля Червоного заводського театру (приблизна дата).
- 1935 р.
  - почав діяльність Коледж текстилю та дизайну.
  - Встановлено пам'ятник Тарасу Шевченку у Парку Постишева(нині міський сад імені Шевченка).[1]
- 1939 р. — Населення складало 833 432 жителів.
- 1940 р. — квітень-травень: розстріл польських офіцерів у Харкові.
- 1941 р. — 20-24 жовтня: Перша Харківська битва. Німецька окупація міста.
- 1942 р. — 12-28 травня: Друга Харківська битва.
- 1943 р.
  - 19 лютого — 15 березня: Третя Харківська битва.
  - 12-23 серпня: Четверта Харківська битва. Визволення Харкова радянськими військами.
- 1947 р. — відкриття Дзеркальний струмінь (фонтан).
- 1954 р.
  - початок роботи аеропорту.
  - засновано Інститут пожежної безпеки.[17].
- 1959 р. — Населення: 934 136 осіб.
- 1962 р. — засновано Інститут радіоелектроніки.[джерело?]
- 1964 р.
  - на Площі Дзержинського встановлено монумент Володимиру Леніну.
  - відкриття Харківської державної академії культури.
- 1965 р. — Населення склало 1 070 000 чоловік[18].
- 1972 р. — 18 травня: біля міста сталась Катастрофа Ан-10.
- 1975 рр=. — починає функціонувати Харківський метрополітен.
- 1979 р. — населення досягає 1 485 000 чоловік.[19]
- 1981 р. — запущена в роботу Харківська телевежа.
- 1984 р. — відкрито Харківський метроміст.
- 1985 р. — кількість населення склала 1 554 000 чоловік.[20].
- 1988 р. — створений Музей літератури.[9]
- 1989 р.
  - населення досягає 1,609,959 чоловік (історичний максимум)
  - підписано договір про співпрацю із Містом-побратимом — Цинциннаті у США.[21]
- 1990 р. — відкрито нову будівлю Оперного театру.
- 1991 р. — Місто входить до складу незалежної України.[22].
- 1991 р. — Засновано Міжнародний музичний фестиваль (з 1992 має назву «Харківські асамблеї»).
- 1995 р. — Аварія на Диканівських очисних спорудах.

## XXI століття
- 2001 — населення зменшується до 1 470 902 чоловік.
- 2002 — відновлено Римсько-Католицька єпархія Харкова-Запоріжжя[23]
- 2004 — відкрито Палац Спорту «Локомотив».
- 2006 — 22 квітня: вибух у Харківському супермаркеті.
- 2009 — проведено реконструкцію стадіону Металіст.
- 2010 — обрання міським головою Геннадія Кернеса.
- 2012 — червень: деякі футбольні матчі Євро-2012 проходили в Харкові.
- 2014
  - 8 квітня Харківську ОДА силами спецпризначенців звільнено від сепаратистів.
  - 28 квітня: замах на мера Г.Кернеса.
  - створено Харківський батальйон.
  - Населення складає 1 451 132 чоловік.
  - 29 вересня повалено пам'ятник Леніну на майдані Свободи.
- 2015
  - 22 лютого: теракт біля Палацу Спорту, внаслідок якого загинуло 4 людини.
  - жовтень: обрання вдруге міським головою Геннадія Кернеса.